# Codici di riciclaggio dei rifiuti

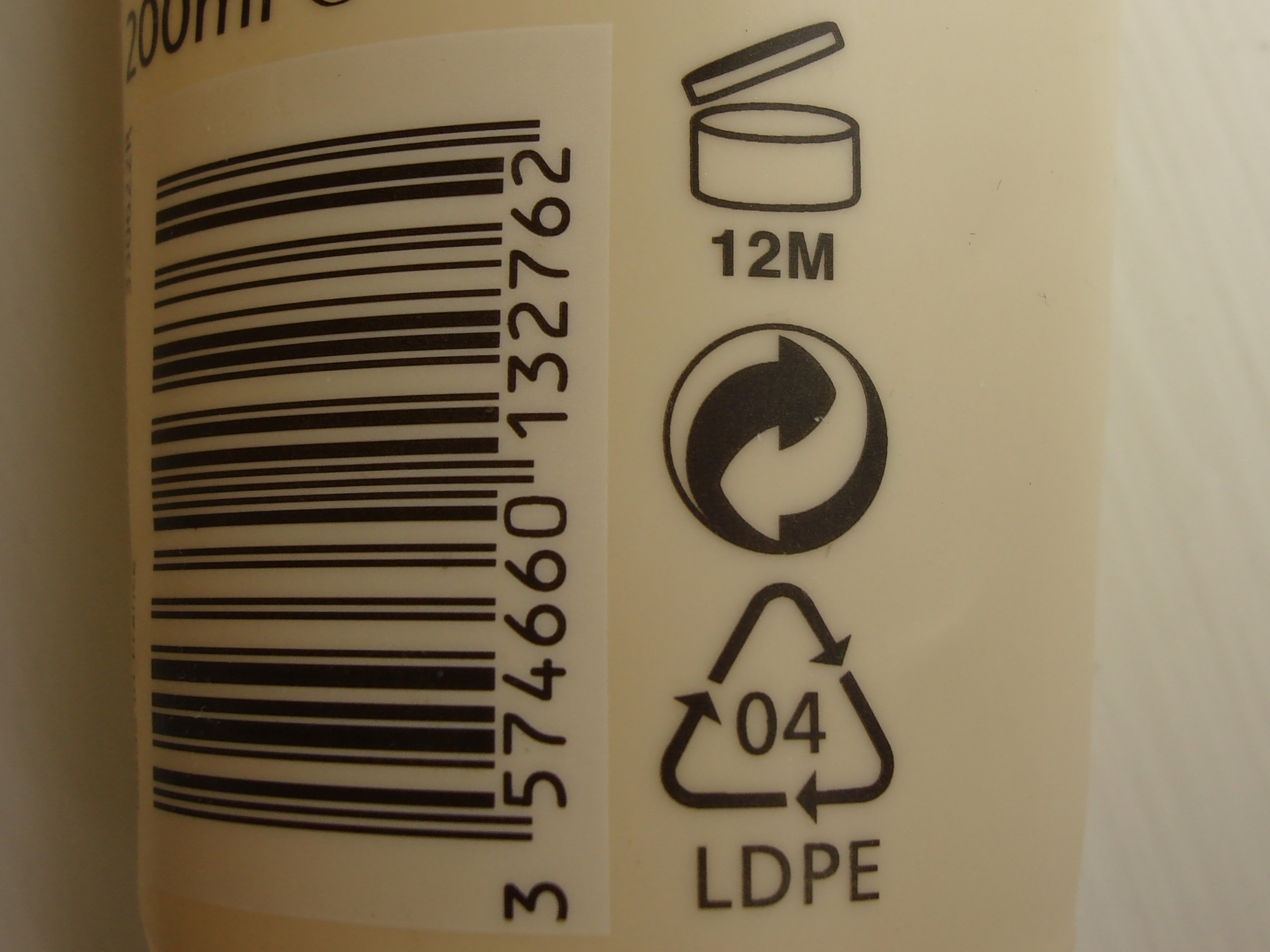
Un esempio dell'uso dei codici su una confezione di crema idratante.

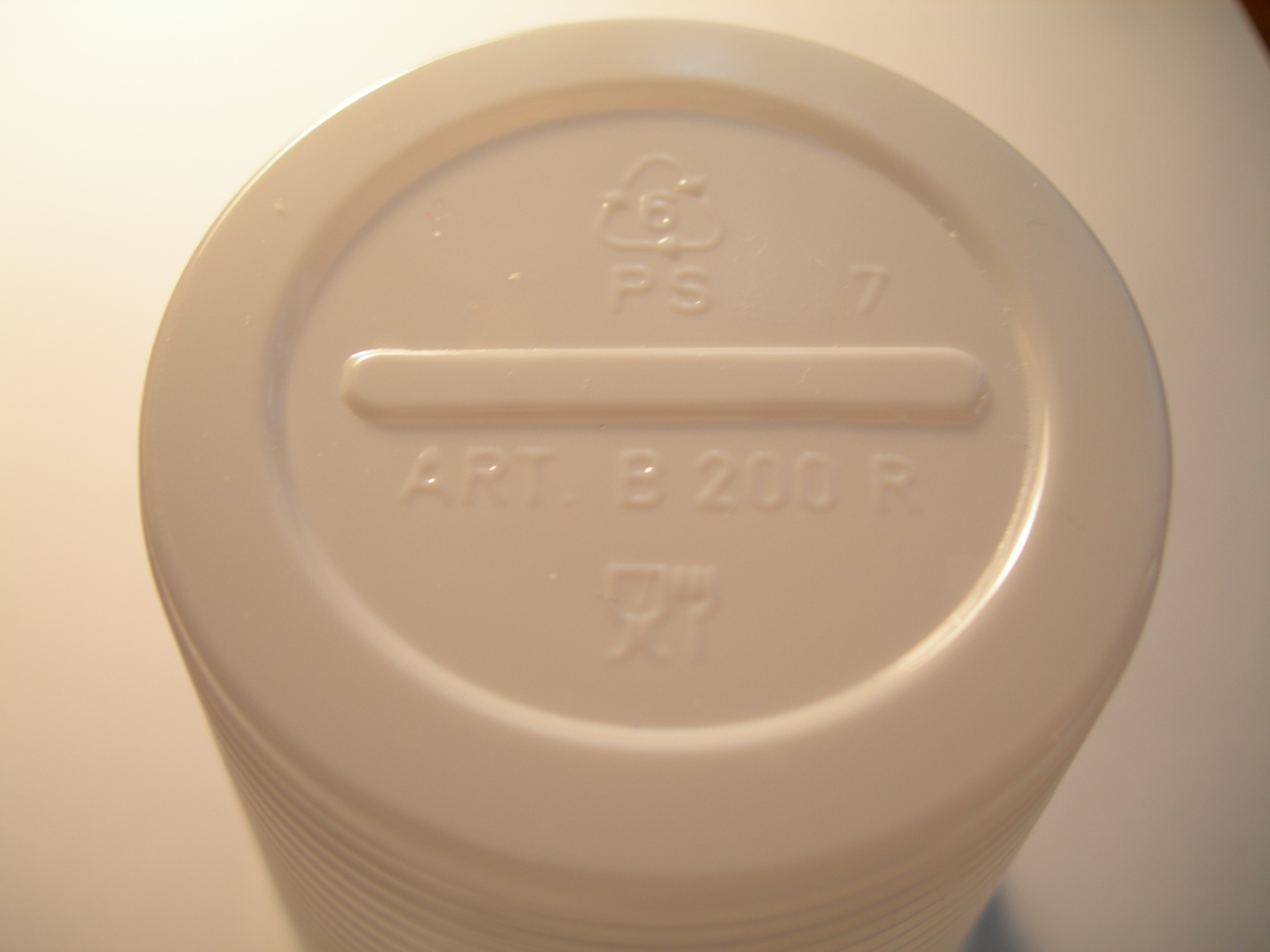
Il simbolo relativo al tipo di materia plastica utilizzata stampato sul fondo di un bicchiere di plastica monouso.

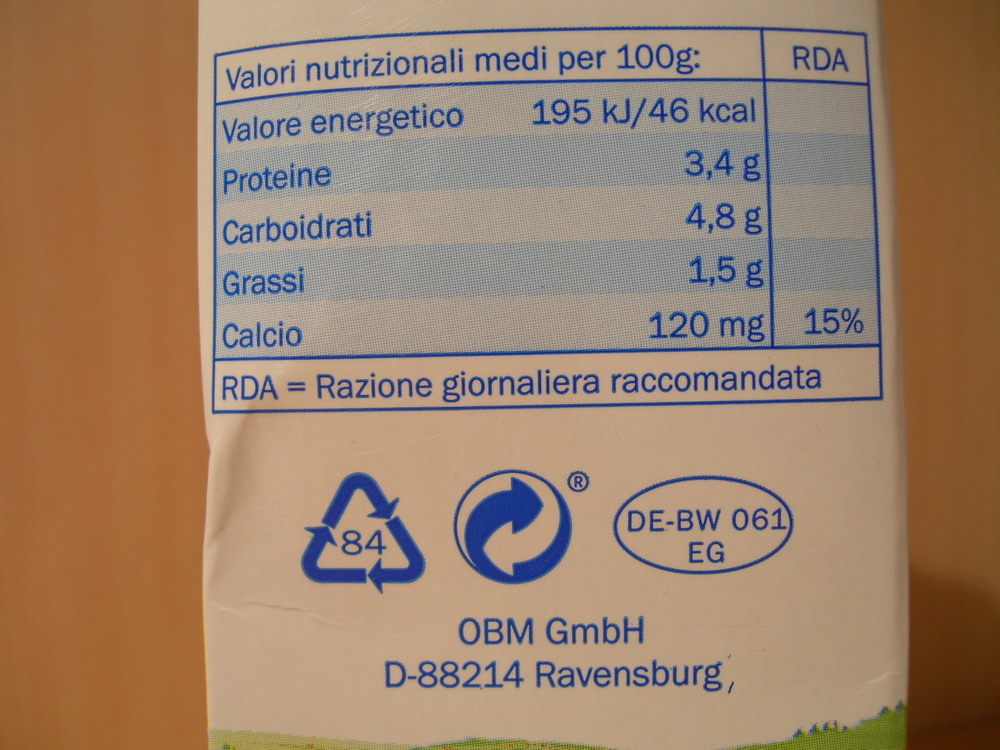
Un esempio dell'uso dei codici su una confezione di latte a lunga conservazione, in Tetra Pak.

I codici di riciclaggio sono dei simboli che permettono di riconoscere in modo chiaro ed immediato il tipo di materiale del quale è costituito un oggetto riciclabile. Non tutti i paesi del mondo hanno adottato gli stessi simboli, anche se molto spesso questi si somigliano. I codici di riciclaggio vigenti in Europa sono stati istituiti con Decisione dalla Commissione Europea del 28 gennaio 1997.

## Normativa europea
Il loro uso è volontario, come stabilito dall'articolo 3 della Decisione. La numerazione e le abbreviazioni che costituiscono ogni codice sono riportate negli allegati I-VII della Decisione.
Benché i materiali dove compare tale simbolo siano tutti teoricamente riciclabili, per alcuni di essi i processi di recupero e di trasformazione risultano alquanto difficoltosi e quindi economicamente svantaggiosi; pertanto qualche consorzio di raccolta dei rifiuti urbani chiede di non gettare nel contenitore per il riciclaggio dei tipi di materiale che invece, in un certo senso, "ne avrebbero diritto". Inoltre c'è anche un problema legislativo: la normativa europea e italiana prevede infatti l'obbligo di riciclaggio solo per i prodotti in plastica che rappresentano imballaggi. Nel prezzo degli imballaggi messi in commercio è previsto quindi un contributo che i produttori devono versare al consorzio che si occupa della gestione delle operazioni di recupero e riciclo (CONAI per l'Italia).
A partire dal 1º maggio 2012, è possibile conferire, negli appositi cassonetti, piatti e bicchieri di plastica monouso, sino a quel momento destinati all'indifferenziato. Restano invece esclusi dalla raccolta degli imballaggi in plastica le posate e piatti e bicchieri durevoli, non usa-e-getta, anche se in plastica.
La decisione è stata comunicata ufficialmente da parte del Comitato di Coordinamento ANCI-CONAI (Associazione Nazionale Comuni Italiani-Consorzio Nazionale Imballaggi).

## Codifica europea
Nella tabella seguente sono riportati codici di riciclaggio secondo la decisione della commissione 97/129/CE (allegati dal I al VII):
| Simbolo            | Codice            | Descrizione                              | Utilizzi |
| ------------------ | ----------------- | ---------------------------------------- | --- |
| Plastiche          |                   |                                          | |
|                    | N° 1 PET o PETE   | Polietilene tereftalato                  | Bottiglie di acqua e bibite, flaconi di shampoo e saponi, contenitori per cibi, fibre                                                                                                   |
|                    | N° 2 PE-HD o HDPE | Polietilene ad alta densità              | Contenitori del latte, sacchetti, tappi, cestini |
|                    | N° 3 PVC          | Polivinilcloruro                         | Cornici di finestre, contenitori per sostanze chimiche, pavimentazioni |
|                    | N° 4 PE-LD o LDPE | Polietilene a bassa densità              | Sacchetti, contenitori per cibi surgelati, pellicola per alimenti, tubi |
|                    | N° 5 PP           | Polipropilene                            | Paraurti e interni di veicoli, fibre industriali, contenitori che possono entrare in microonde, contenitori per la pasta, custodie per DVD, Moplen                                      |
|                    | N° 6 PS           | Polistirene o Polistirolo                | Giocattoli, videocassette, piatti, bicchieri e posate monouso, grucce appendiabiti, vaschette e imballaggi di elettrodomestici                                                          |
|                    | N° 7 O o OTHER    | Tutti gli altri materiali in plastica    | Comprendono: Policarbonato (PC), Poliammide (PA), il copolimero Stirene-Acrilonitrile (SAN), Poliacrilonitrile (PAN), il copolimero Acrilonitrile-Butadiene-Stirene (ABS), Bioplastiche |
|                    | N° 8~19           | Altri materiali in plastica              | |
| Carta              |                   |                                          | |
|                    | N° 20 PAP o PCB   | Cartone ondulato                         | Scatole come imballaggi |
|                    | N° 21 PAP         | Cartone non ondulato                     | Scatole per alimenti |
|                    | N° 22 PAP         | Carta                                    | Carta di giornale o rivista, sacchetti di carta, carta regalo, confezioni per alcuni cibi, cannucce compostabili                                                                        |
|                    | N° 24~39          | Altri tipi di carta                      | |
| Metalli            |                   |                                          | |
|                    | N° 40 FE          | Acciaio                                  | Barattoli e scatolette di cibo |
|                    | N° 41 ALU         | Alluminio                                | Lattine, Fogli di alluminio, Bombolette spray |
|                    | N° 42~49          | Altri tipi di metallo                    | |
| Materiali in legno |                   |                                          | |
|                    | N° 50 FOR         | Legno                                    | Mobili, matite, stuzzicadenti, scope |
|                    | N° 51 FOR         | Sughero                                  | Tappi |
|                    | N° 52~59          | Altri tipi di materiali in legno         | |
| Tessili            |                   |                                          | |
|                    | N° 60 TEX o COT   | Cotone                                   | Abiti, asciugamani, cotton fioc |
|                    | N° 61 TEX         | Juta                                     | Abiti |
|                    | N° 62~69          | Altri materiali tessili                  | |
| Vetro              |                   |                                          | |
|                    | N° 70 GL o GLS    | Vetro trasparente/incolore               | Bottiglie per l'acqua, contenitori per cibi |
|                    | N° 71 GL o GLS    | Vetro di colore verde                    | Bottiglie per il vino, per la birra |
|                    | N° 72 GL o GLS    | Vetro di colore marrone                  | Bottiglie per liquidi sensibili alla luce (birre, oli, ecc.) |
|                    | N° 74~79 GL o GLS | Altri materiali in vetro                 | |
| Materiali composti |                   |                                          | |
|                    | N° 80 C/PAP       | Carta e cartone/metalli vari             | |
|                    | N° 81 C/PAP       | Carta e cartone/plastica                 | Sacchetti per biscotti, per cibi per animali, reti della frutta |
|                    | N° 82 C/PAP       | Carta e cartone/alluminio                | |
|                    | N° 83 C/PAP       | Carta e cartone/latta                    | |
|                    | N° 84 C/PAP       | Carta e cartone/plastica/alluminio       | Tetra-pak, contenitori per liquidi, contenitori per sigarette |
|                    | N° 85 C/PAP       | Carta e cartone/plastica/alluminio/latta | |
|                    | N° 86             | Altri materiali composti                 | |
|                    | N° 87 C/PAP       | Plastica biodegradabile                  | Derivati da amido di mais, grano, patate, cellulosa |
|                    | N° 88~89          | Altri materiali composti                 | |
|                    | N° 90 C/LDPE      | Plastica/alluminio                       | Sacchetti del caffè |
|                    | N° 91             | Plastica/latta                           | |
|                    | N° 92             | Plastica/metalli vari                    | |
|                    | N° 93~94          | Altri materiali composti                 | |
|                    | N° 95             | Vetro/plastica                           | |
|                    | N° 96             | Vetro/alluminio                          | |
|                    | N° 97             | Vetro/latta                              | |
|                    | N° 98             | Vetro/metalli vari                       | |
|                    | N° 99             | Altri materiali composti                 | |

Nel caso dei materiali composti, la sigla corrispondente è "C" seguita dalla sigla del materiale preponderante. Ad esempio nel caso di un materiale costituito da carta e alluminio con maggiore concentrazione di carta, la sigla da utilizzare è "C/PAP".

## Codifica giapponese
In Giappone sono utilizzati i seguenti simboli per il riciclaggio dei rifiuti: 
| Simbolo | Descrizione                    |
| ------- | ------------------------------ |
|         | Polietilene tereftalato        |
|         | Alluminio                      |
|         | Carta                          |
|         | Plastica                       |
|         | Metallo                        |
|         | Batterie nichel-cadmio         |
|         | Batterie nichel-metallo idruro |
|         | Batterie a ioni di litio       |
|         | Batterie ad acidi di piombo    |
|         | Polivinilcloruro               |